# WIZUB
WIZUB  byla cihelna a betonářský závod Jana Wilczka v Ostravě-Muglinově.

## Historie
V roce 1891, dle jiného zdroje už 1889, byla v Ostravě-Muglinově postavena cihelna. V roce 1927 byla v areálu přistavěna továrna na betonové zboží. Majitel Johann Wilczek (Jan Wilczek) pojmenoval cihelnu a betonářský závod „Johann Wilczek'sches Ziegel-und Betonwerk". Zkratka WIZUB byla vytvořena použitím částí slov WIlczek, Ziegel Und Betonberg.
Dne 28. července 1936 zahájilo 76 pracovníků závodu okupační stávku. Požadavky dělníků byly na uzavření kolektivní smlouvy a na přijetí pěti propuštěných dělníků.
Od 1. ledna 1946 do 15. března 1946 vyrobila cihelna více než 1 milion cihel, což byl rekord cihelny za zimní období.
Dne 29. června 1948 byla vyhláškou ministerstva průmyslu firma Wizub, cihelna a betonářský závod J. Wilczka začleněna do národního podniku OKD.

## Technologie
Továrna měla zabezpečenu dopravu vstupních materiálů a hotových výrobků po vlečkách napojených jak na železniční síť ČSD, tak na úzkorozchodnou dráhu Slezských zemských drah. První vlečka byla napojena do železniční stanice Hrušov, druhá do stanice Hrušov.
V areálu cihelny byla 140metrová lanová (řetězová) dráha, která dopravovala hlínu do lisovny vybavené lisy firmy Raupach. Po vylisování byly cihly dopravovány do sušících komor v třípatrové cihlové budově, která celému areálu dominovala. Vysušené cihly se vypalovaly v pecích Hoffmann. Jako palivo byl používán uhelný prach, který dodávaly doly majitele Wilczka. Také elektrický proud byl dodáván Wilczkovou elektrárnou na dole Trojice.

## Sortiment
Při těžbě cihlářských jílů byla objevena naleziště písku a štěrku. Písek se dodával slévárenským a hutním podnikům.
Dalšími produkty podniku byly:
- duté blokové cihly Aristos, které byly odzkoušeny na ČÚT v Brně[11]
- duté blokové cihly Hexa[12]
- strojové cihly všeho druhu[8]
- betonové duté stropnice podle patentu Roučky z Brna[13] (Expressbeton)[14]
- betonové duté překlady na okna a dveře
- pórovité betonové plotny pro příčky
- betonové ploty
- chodníkové dlaždice Basaltit a Granitoit
- studnové roury
- šlechtěná kamenná omítka WIZOMIT[15]
- schody z umělého kamene WIZOMIT
- tvárnice z hutní pemzy
- betonové tvárnice jako chráničky telefonních a elektrických kabelů[16]
- komínové nástavce
- větrací zařízení Švendilator[17]

Názvy Wizub a Tebet se používaly i v šedesátých letech 20. století pro desky z lehkého struskového betonu. Desky byly armované, aby měly větší únosnost a mohly se používat do rozpětí 250 cm. Desky byly vylehčeny otvory.

## Kartel
Firma Johann Wilczek'schesZiegel-und Betonwerk uzavřela kartelovou dohodu o cenách cihel a dlaždic s výrobci v Ostravě a okolí.

## Zajímavost
V cihelně byl nalezen balvan ze švédské žuly o váze 10 tun. Byl převezen do Bohumína, kde byl využit jako podstavec pomníku Petra Bezruče.